# 生態科学研究機構
特定非営利活動法人生態科学研究機構（せいたいかがくけんきゅうきこう： Organization for Ecological Science Research：OESR）は、千葉県市川市に事務局を置く特定非営利活動法人である。また東京都江戸川区二之江町に研究所がある。

## 概要
生物系および化学系を中心とした様々な分野からなるプロの科学技術者集団の特定非営利活動法人(NPO法人)。

### 活動理念
1. 自然環境保全、野生動物保護・獣害、ペットに関する調査・研究・開発部門
2. 学校などの教育機関、マスコミ対応などで理科教育活動をする環境教育部門

の二本柱で活動し、人と自然の共生のよりよい方向性・暮らしづくりのための科学技術の社会還元と普及啓蒙をおこなっている。また産官学連携のコーディネートや市民とのネットワークづくりなどを精力的に行っている。

## 沿革
前身は、2002年より東京都にある都立公園-葛西臨海公園・鳥類園、千葉県市川市の三番瀬周辺などで研究者有志、学生、協賛企業らが環境調査や環境教育などフィールドワークを実施していた実験的な任意団体であったが、2010年より公益法人（特定非営利活動法人）化した。希少動物の保護や、獣害などを生態学および化学的手法の融合で、人と動物が共生できる環境を提案する様々な試みをしている。

## 理事・役員
- 理事長：新宅広二
  - 学校法人滋慶学園教育顧問。Elephant Talk教育部門担当[2]。
  - 動物行動学が専門で、上智大学大学院[3]、京都大学霊長類研究所時代には、霊長類の社会構造、知能などの研究をしていた。その後、多摩動物公園、上野動物園の学芸員に相当する動物解説員では、約400種類の野生動物の生態と飼育方法を修得したとされている。その後、大学、動物系の専門学校の講師として教鞭をとっている[4]。2011年現在、学校法人滋慶学園 東京コミュニケーションアート専門学校の教育顧問を畑正憲らとともに務めている[5]。動物園のデザインプロデュース、イベント企画なども手がけ、これまでの専門学校での教え子数百人が、動物園、水族館、自然保護関係、ペット業界の第一線で活躍している[6]。さらに一時期、東京大学でヒトゲノムの研究スタッフとしても従事していたこともあった。国内外のフィールドワークも精力的に行っていることから、2010年には生物多様性条約第10回締約国会議COP10のパートナーシップ事業において講演などもしている。一方、動物系の科学番組やバラエティを数多く監修・出演している。中でもフジテレビ系列（CX）のさまぁ〜ず冠番組の特番『地上最大のTV動物園』は、総監修の他、ナマ先生というキャラクターでレギュラー出演している[7]。動物好きの芸能人との親交も深く、アンタッチャブルの柴田英嗣、THE GEESEの尾関らとはライブハウスなどでトークショー、対談なども行っている[8][9]。

- 副理事長：松丸準之亟
  - 研究開発担当。ショウエイ化学株式会社代表取締役社長。
  - フランスをはじめ海外経験豊富で、世界の香水事情などに精通する日本屈指の調香師の一人で“匂いのマジシャン”と言われている。ペットなどが発する動物の臭いの消臭、動物の忌避剤などの研究は先端的で、特許なども保有しており、それらの長年のノウハウを環境保全、自然保護など公益的に惜しみなく活用している[10]。印象的な逸話として、地下鉄サリン事件などの一連のオウム真理教事件末期に、洗脳され第7サティアンに立てこもる信者を、“匂い”によってマインドコントロールを解くという奇策を、警察庁から研究するようオーダーがあったという。そこで考案したのが、若い信者の母親への里心の深層心理を誘発させる心理作戦で、母乳の匂いの成分を抽出・合成し、信者の母親の悲痛な説得工作の効果を上げるため、影で巨大な扇風機でその特製の“匂い”をサティアンに向けて流したそうだが、明確な効果については不明だったとHPコラムで語っている。

- 副理事長：行木洋二
  - 研究開発責任者。産官学連携コーディネーター。
  - 創業100年以上、ロングセラーのハンドクリーム『ももの花』などで有名なオリヂナル株式会社の開発部長、工場長などを務めていた[11]。フランスでパヒューマー資格を修得後、数々のユニークな商品開発に携わっていた。例えば、約30年前に当時世界的にも珍しい「犬用の香水」を開発・販売したが、ペットが家族的な位置づけに昇格した今日と異なり、時代を先取りしすぎてヒット商品にはならなかったという雑誌記事で語っている。人の心を潤すためや、人と野生動物の共存していくためのアイデアを自身の化学的専門性の見地から、都市の害鳥対策の研究など数多く提案している。

## 主な機構の活動
- 講演『やさしい生物多様性入門』COP10パートナーシップ事業
- 専門学校特別講義『オーストラリアの野生動物と保護の現状』
- 動物番組、科学番組などの監修、解説
- 地域猫問題対策研究会（東京都江戸川区）
- 希少種保護のための天敵忌避剤・誘引剤の開発
- 外来生物の捕獲罠などの開発
- 野生動物問題のコンサルタント
- 動物園の日本産野生動物保護施設化への提案
- 放射線の生態系調査と測定方法機器の開発研究

### 監修、出演番組など
- 日本テレビ系列（AX）『不可思議探偵団』動物特集監修・出演
- 日本テレビ系列（AX）『世界の果てまでイッテQ!』動物監修
- フジテレビ系列（CX）『地上最大のTV動物園』監修・出演
- フジテレビ系列（CX）『奇跡体験!アンビリバボー』監修・出演
- テレビ東京系列（TX）『世界なんでも図鑑』監修